# A Handful of Beauty
Albums de Shakti
Shakti with John McLaughlin
(1976) Natural Elements
(1977)
A Handful of Beauty est le deuxième album studio de Shakti, sorti en 1976.
L'album s'est classé 32e au Jazz Albums et 168e au Billboard 200.

## Liste des titres
| 1. | La Danse Du Bonheur | John McLaughlin, Lakshminarayana Shankar | 4:48  |
| 2. | Lady L              | Shankar                                  | 7:23  |
| 3. | India               | McLaughlin, Shankar                      | 12:31 |

| 1. | Kriti       | Traditionnel d'Inde du Sud | 2:58  |
| 2. | Isis        | McLaughlin, Shankar        | 15:11 |
| 3. | Two Sisters | McLaughlin                 | 4:41  |

## Musiciens
- John McLaughlin : guitares, arrangements
- L. Shankar : violon, arrangements, chant
- Vikku Vinayakram : percussions, chant
- Zakir Hussain : percussions, tabla